# Hans-Erdmann Schönbeck
Hans-Erdmann Otto Wilhelm Schönbeck (* 9. September 1922 in Breslau; † 18. Oktober 2022 in München) war ein deutscher Manager. Im Zweiten Weltkrieg gehörte er nach der Schlacht von Stalingrad zum Umfeld von Widerstandskämpfern.

## Krieg und Widerstand
Als Panzeroffizier im Zweiten Weltkrieg überlebte Schönbeck schwer verletzt die Schlacht von Stalingrad und wurde durch die Erlebnisse zum Hitler-Gegner. Als Teil der Entourage Hitlers öffnete er diesem beim Besuch der Jahrhunderthalle in Breslau am 20. November 1943 die Tür der Limousine, wobei er mit dem Gedanken spielte, ihn zu erschießen. Er war Mitwisser des Stauffenbergattentats. Obwohl er neben der Bombe schlief, überlebte er den anschließenden Verdacht und die Verhöre.

## Karriere in der Automobilindustrie
Nach dem Krieg setzte er zunächst die landwirtschaftliche Ausbildung, die er nach dem Abitur auf dem Gut seines Vaters machte, mit einem Studium fort. Diesem schloss sich ein Studium an der Technischen Hochschule München an. Er begann sein Berufsleben als Außendienstmitarbeiter und wurde 1968 Vertriebsleiter Inland der damaligen Auto Union GmbH in Ingolstadt und kurz darauf Vorstandsmitglied der Audi NSU Auto Union AG, zuständig für den Inlandsvertrieb. 1974 wechselte er in den Vorstand von BMW und nach zehn Jahren in den Aufsichtsrat des Unternehmens.
Von 1984 bis 1988 war er Präsident des deutschen Verbands der Automobilindustrie und von 1985 bis 1988 zudem Präsident des europäischen Automobilherstellerverbandes CLCA (Comité de Liaison de la Construction Automobile).

## Sonstiges
Seine Eltern waren der Oberst Wilhelm Ludwig Schönbeck (1888–1970, Gutsherr auf Alt-Jaegel, Jagielnica bei Strzelin) und Hilde von Bernuth (1893–1991, Nichte von Julius von Bernuth).

## Auszeichnungen
- Bayerischer Verdienstorden
- Bundesverdienstkreuz Erster Klasse
- Goldene Gauverdienstnadel des ADAC Südbayern